# The Nightingale
The Nightingale er en amerikansk stumfilm fra 1914.

## Medvirkende
- Ethel Barrymore som Isola Franti
- William Courtleigh som Tony Franti
- Frank Andrews som Andrea Franti
- Conway Tearle som Charles Marden
- Charles A. Stevenson som Nathan Marden